# Los Socialistas Italianos
Los Socialistas Italianos (I Socialisti Italiani) fue un pequeño partido político italiano socialdemócrata.

## Historia
El partido fue fundado el 7 de febrero de 2006 como resultado de una escisión del Nuevo PSI (NPSI) por el sector que rechazaba la alianza con la coalición de centro-derecha la Casa de las Libertades y favorable a la coalición de centro-izquierda L'Unione. El partido fue dirigido originalmente por Bobo Craxi, hijo del fallecido Bettino Craxi, exdirigente del Partido Socialista Italiano y el ex primer ministro de Italia.
En las elecciones generales de 2006 el partido se unió a L'Unione, estando presente sólo en algunos distritos electorales y obteniendo por lo tanto sólo el 0,3% de los votos para la Cámara de Diputados y el 0,4% para el Senado, sin conseguir representación alguna. Sin embargo, la coalición de centro-izquierda ganó las elecciones y Craxi fue nombrado Subsecretario de Asuntos Exteriores en el Gobierno de Romano Prodi.
El I Congreso del partido tuvo lugar el 10 y 11 de marzo de 2007, siendo elegido por unanimidad Saverio Zavettieri como secretario del partido; también se deliberó el cambio de nombre a Los Socialistas (I Socialisti), y la incorporación del partido rechazó al Partido Democrático, que fue rechazada.
En julio de 2007, el partido decidió integrarse en el moderno Partido Socialista Italiano (PSI), que fue presentado el 5 de octubre de 2007, pero en julio de 2008, Zavettieri dejó ese partido y reorganizado Los Socialistas Italianos. En octubre de 2009 Craxi también dejó el PSI, allanando el camino para un nuevo partido con Zavettieri en la que Los Socialistas Italianos se imtegraron, finalmente, Socialistas Unidos.